# HFS
HFS (англ. Hierarchical File System, иерархическая файловая система) — файловая система, разработанная Apple Computer для компьютеров с установленной операционной системой Mac OS.
Другая файловая система с названием HFS (англ. High-performance File System) была разработана Hewlett-Packard независимо от Apple для ранних версий операционной системы HP-UX, что внесло путаницу и смущало пользователей. Возможно, в HP намеренно создали такую неоднозначность.

## Описание
HFS делит том на логические блоки по 512 байт, один или более которых составляют allocation block. HFS — файловая система с 16-битной адресацией, поэтому размер тома ограничен 65 535 allocation block.